# Porsche Panamericana
Der Porsche Panamericana ist eine Studie von Porsche. Sie wurde 1989 auf der IAA in Frankfurt am Main vorgestellt. Die Basis bildete der Porsche 911 Carrera 4. Konstruiert wurde das Auto unter der Leitung des Technischen Direktors Ulrich Bez. Die Form gestaltete der seinerzeitige Chefdesigner Harm Lagaay, der Name stammt vom mexikanischen Langstreckenrennen Carrera Panamericana.

## Technik und Sicherheit
Die Studie basiert auf dem Porsche 911 (Typ 964) mit Allradantrieb, ist jedoch als zweisitziger Roadster konzipiert und straßentauglich. Die Karosserie wurde in Kunststoffsandwichbauweise gefertigt. Die Deckschichten bestanden aus mit Glas- und Kohlenstofffasern verstärktem Kunstharz. Die Front- und Seitenscheiben umfasst ein Überrollbügel, an dem mit einem Reißverschluss das Stoffverdeck befestigt ist. Das Verdeck kann aufgerollt im Kofferraum verstaut werden.

## Geschichte

Reifendetail – Porschelogo

Das futuristische Design, vor allem das Konzept der horizontalen Dachstruktur, beeinflusste die weitere Entwicklung des Porsche 993 und des Porsche Boxster.
Vom Panamericana wurden nur zwei Exemplare gebaut. Eines davon bekam Ferry Porsche zu seinem 80. Geburtstag von der gesamten Belegschaft geschenkt.
Zur Erinnerung bekam jeder Mitarbeiter ein Modell im Maßstab 1:43 auf einer Messingplatte geschenkt. Dieses Modell wurde in den Jahren darauf zu einem begehrten Sammlerstück und erzielte dann auch Preise von über 500 DM.
Ein Exemplar des Panamericana ist im Porsche-Museum in Stuttgart-Zuffenhausen zu sehen. Auf der Lauffläche der Reifen von Goodyear ist das Porsche-Wappen eingeschnitten.

## Bilder

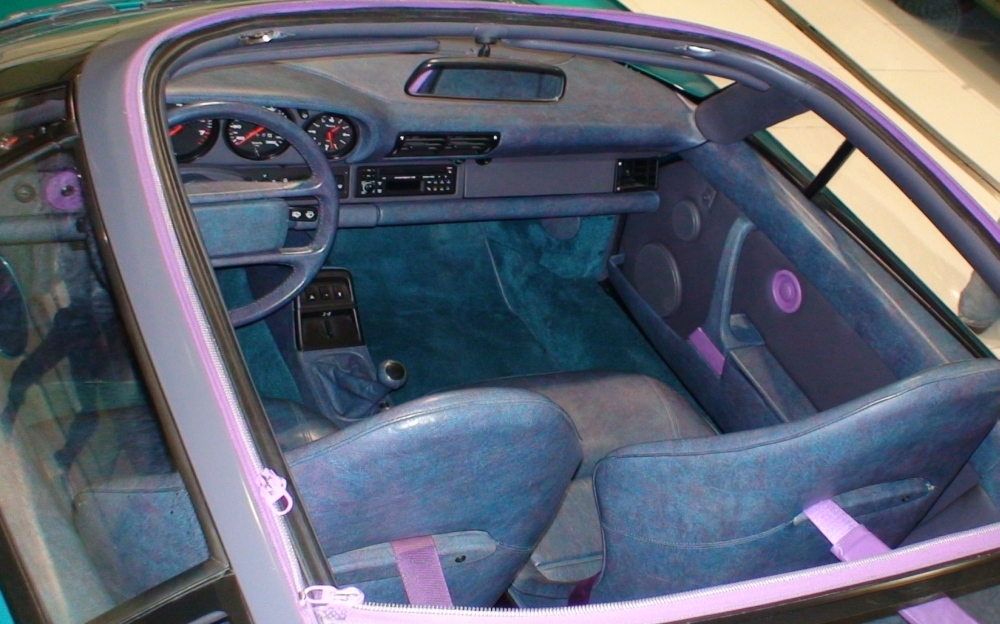
Innenansicht
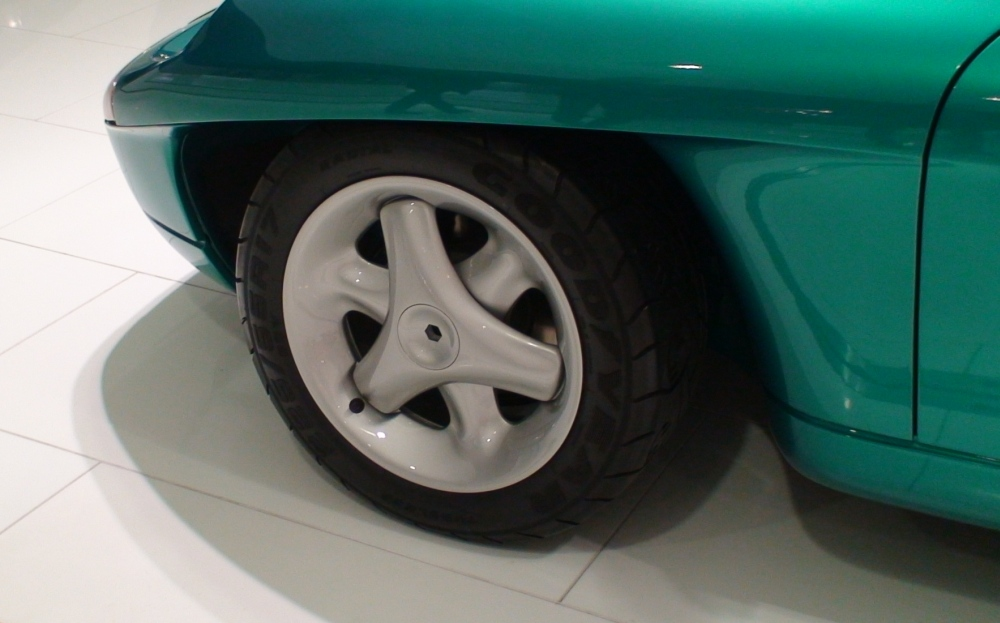
Seitenansicht
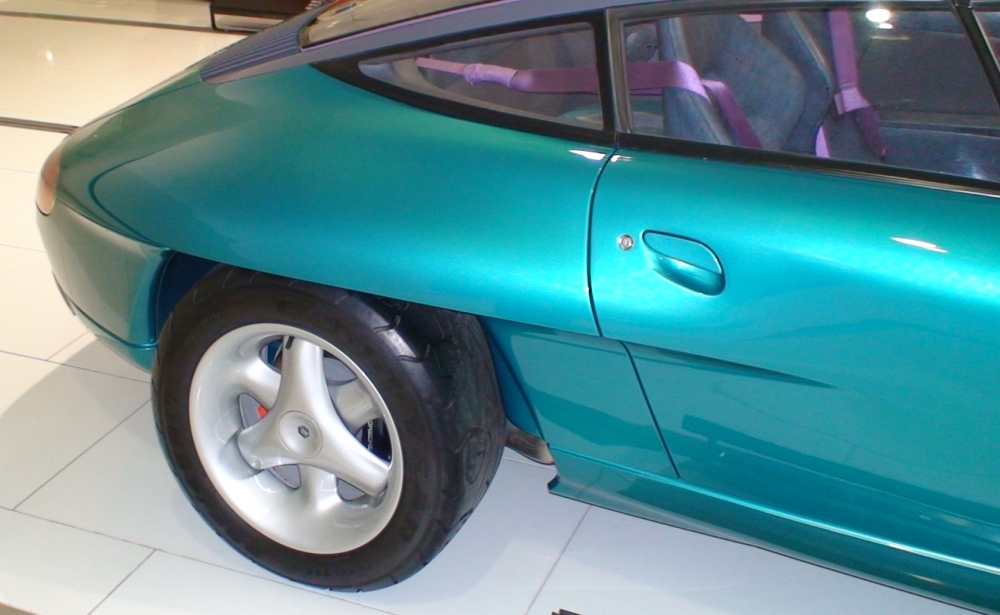
Seitenansicht
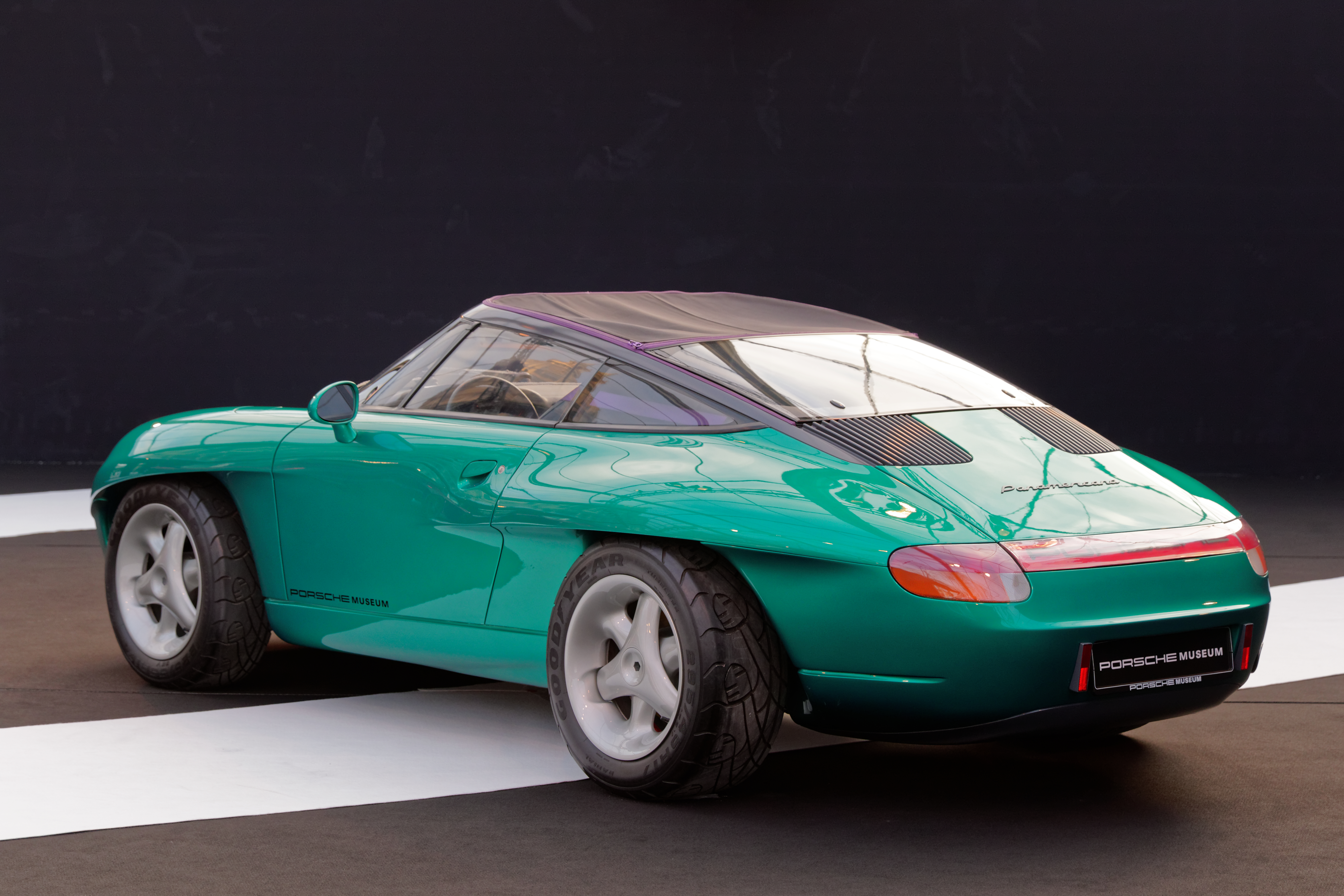
Seitenansicht